# (94400) Hongdaeyong
(94400) Hongdaeyong est un astéroïde de la ceinture principale.

## Description
(94400) Hongdaeyong est un astéroïde de la ceinture principale. Il fut découvert le 25 septembre 2001 à Bohyunsan par Young-Beom Jeon, Yun-Ho Park et Kyoung-Ja Choo. Il présente une orbite caractérisée par un demi-grand axe de 2,19 UA, une excentricité de 0,13 et une inclinaison de 2,8° par rapport à l'écliptique.

## Compléments